# Stenoecia
Stenoecia là một chi bướm đêm thuộc họ Noctuidae.

## Loài
- Stenoecia dos (Freyer, 1838)